# Parul Ghosh
Parul Ghosh (Barisal, hoy en Bangladés, 1915-Malad, Bombay, India, 13 de agosto de 1986), cuyo nombre verdadero era Parul Biswas, fue una cantante de las pioneras del playback en la India. Interpretó temas musicales en películas para el cine, en hindi y bengalí, desde 1935 a 1951.
Fue presentada para cantar por su hermano Anil Biswas. Entre las películas que ella interpretó de temas musicales, fue en los siguientes filmes como Jwar Bhata, Milan, Hamhaari Baat y Namaste. Su carrera artística comenzó cuando se asoció con  New Theatres, en Kolkata. Se casó con el eminente flautista Pannalal Ghosh en 1924.